# Aphilopota foedata
Aphilopota foedata là một loài bướm đêm trong họ Geometridae.